# Черрі-Гілл (Вірджинія)
Черрі-Гілл (англ. Cherry Hill) — переписна місцевість (CDP) в США, в окрузі Принс-Вільям штату Вірджинія. Населення — 23 683 особи (2020).

## Географія
Черрі-Гілл розташоване за координатами 38°33′57″ пн. ш. 77°17′11″ зх. д. / 38.56583° пн. ш. 77.28639° зх. д. (38.565772, -77.286400).  За даними Бюро перепису населення США в 2010 році переписна місцевість мала площу 24,24 км², з яких 20,19 км² — суходіл та 4,05 км² — водойми.

## Демографія
Згідно з переписом 2010 року, у переписній місцевості мешкало 16 000 осіб у 5229 домогосподарствах у складі 3872 родин. Густота населення становила 660 осіб/км².  Було 5587 помешкань (230/км²).
Расовий склад населення:
| - 48,7 % — чорних або афроамериканців - 30,1 % — білих - 8,1 % — азіатів - 0,4 % — корінних американців - 0,2 % — вихідців з тихоокеанських островів - 6,4 % — осіб інших рас |

До двох чи більше рас належало 6,0 %. Частка іспаномовних становила 16,3 % від усіх жителів.
За віковим діапазоном населення розподілялося таким чином: 32,4 % — особи молодші 18 років, 64,2 % — особи у віці 18—64 років, 3,4 % — особи у віці 65 років та старші. Медіана віку мешканця становила 30,0 року. На 100 осіб жіночої статі у переписній місцевості припадало 91,8 чоловіків;  на 100 жінок у віці від 18 років та старших — 85,9 чоловіків також старших 18 років.
Середній дохід на одне домашнє господарство  становив 98 859 доларів США (медіана — 86 861), а середній дохід на одну сім'ю — 103 359 доларів (медіана — 94 120). Медіана доходів становила 52 148 доларів для чоловіків та 52 888 доларів для жінок. За межею бідності перебувало 8,7 % осіб, у тому числі 10,9 % дітей у віці до 18 років та 10,6 % осіб у віці 65 років та старших.
Цивільне працевлаштоване населення становило 9284 особи. Основні галузі зайнятості: освіта, охорона здоров'я та соціальна допомога — 20,4 %, науковці, спеціалісти, менеджери — 15,4 %, публічна адміністрація — 14,2 %.